# 半妖
半妖（日语：半妖、はんよう）是指人类与妖怪的混血儿。“半妖”不是民俗的语言，是漫画、动画、轻小说等中创造的名词。

## 概要
半妖主要出现在漫画・动画作品中『犬夜叉』（原作：高桥留美子・1996年-2008年）出现，而且是高桥首创，在此之前没有出现过。再者就是鬼太郎（原作：水木茂・1954年?-）中的鼠男和猫女，被称为「半妖怪」，鬼太郎自己則是「半靈半妖（阿岩的半靈和眼珠老爹的半妖）」。被人们称为「既不是人类，也不是妖怪，是不完整的个体」而存在着。東方Project中出現過更怪異的「半靈」，即一半人一半鬼。

## 半妖的译名
最初的译名是羅馬拼音「Hanyō」，用于称呼日本动漫出现的半妖。其他翻譯有“half-demon”。

## 半妖登场的作品
- 註：未在刮號說明者均為半妖。
- 聊齋志異－〈綠衣女〉－謝鰲
- 犬夜叉－犬夜叉、奈落、地念兒、紫織、牛王（出雲）、娑蘿姬
  - 半妖的夜叉姬－日暮永遠、剎那、諸葉(1/4妖)、逆叉
- 鬼太郎－鼠男、猫女、第三作的鬼太郎
- 夜樱四重奏－五十音 言叶
- 机动新撰组 萌之剑－冲田薰
- 蓝兰岛漂流记－小满
- BLOOD+－音无小夜
- 我的狐仙女友－长长部 澪
- 大剑－克蕾雅
- 新SD戰國傳 傳說之大將軍篇－刃流刃狼
- 月神乐－飞天丸
- 东京★纯爱奇缘－半藏
- 东方Project－森近 霖之助
- 仙劍奇俠傳一－趙靈兒(1/4妖)、姜婉兒、林青兒、李憶如(1/8妖)
  - 仙劍奇俠傳二－李憶如(1/8妖)
  - 仙劍奇俠傳三－羅如烈(妖魔化)、林青兒
  - 仙剑奇侠传三外传·问情篇－南宫煌、星璇
  - 仙劍奇俠傳五－小蠻(1/16妖)
- 怪物王女－麗莎·瓦德曼
- 最游记－沙悟淨
- 妖怪少爺－奴良陸雄(1/4妖)、奴良鯉伴、安倍晴明
- 魔法老師－櫻咲剎那
- 少女妖怪 石榴－西王母桃（石榴）、鬼燈、雪洞、薄螢
- 血黑犬－黑戌牙、楚御梵、月狼、鬥犬
- 結界師－妖混
- 復活邪神：邪神領域－Asellus
- 九尾狐：狐狸小妹傳－丘山宅
- 女媧傳說之靈珠－問天
- 九家之書－崔江置
- 境界的彼方－神原秋人
- 境界的輪迴－六道輪迴(半死神)
- 幽遊白書－浦飯幽助（魔族大隔世）、飛影
- 探險活寶－艾薇爾（半惡魔）、艾爾（於冰霸王所著故事中性轉版，亦為半惡魔）
  - 探險活寶：遙遠的秘境－艾薇爾
  - 探險活寶：寶妹與皮姊－艾薇爾
- 妖怪人間貝姆－貝姆、貝拉、貝羅
- 东郭小节－东郭小节
- 吸血鬼獵人D－混血兒D
- 半妖倾城－聂倾城、幽瞳、傅兴邦、应蝶、应龙
- 妖怪人間－鹿計

## 參看
- 亞人
- 半吸血鬼
- 半精灵
- 异类婚姻谭
- 半神
- 鬼胎（英语：Spectrophilia）:传说的人和鬼生的混血